# Ilium/Olympos
 (février 2022).
- Si vous ne connaissez pas le sujet, laissez ce bandeau (vous pouvez alors contacter les auteurs).
- Si vous supprimez le contenu mis en cause (vous pouvez préalablement contacter les auteurs),

argumentez précisément cette suppression dans la page de discussion
(un manque de référence n'est pas un argument ; une recherche réelle de référence doit avoir été effectuée, être formellement documentée).
 (février 2022).
Si vous disposez d'ouvrages ou d'articles de référence ou si vous connaissez des sites web de qualité traitant du thème abordé ici, merci de compléter l'article en donnant les références utiles à sa vérifiabilité et en les liant à la section « Notes et références ».

Ilium/Olympos (titre original : Ilium/Olympos) est une dilogie de science-fiction écrite par Dan Simmons dans un univers fortement inspiré de l'Illiade. Ilium est publié en 2003 et Olympos en 2005.
« Ilium » est l'un des noms désignant la ville antique de Troie, et le roman de Dan Simmons s'inspire du récit de l'Iliade d'Homère, en la transposant dans un univers futuriste. Le récit fait référence à toute une série d'autres classiques de la littérature, dont certaines pièces de Shakespeare, notamment La Tempête, et À la recherche du temps perdu de Marcel Proust.
Les événements sont mis en place par des êtres ayant pris le rôle des dieux grecs. Comme la précédente série de Simmons, les Cantos d'Hypérion, c'est une forme de « science fiction littéraire » extrêmement basée sur l’intertextualité, dans ce cas entre Homère et Shakespeare, avec des références répétées aux romans À la recherche du temps perdu de Proust et Ada ou l’ardeur de Nabokov.[réf. nécessaire]

## Synopsis
L’action se déroule dans le système solaire, quelques milliers d'années après qu'un virus appelé le Rubicon a anéanti l'humanité. Seuls ont survécu quelques milliers d'humains, qui disparaissent mystérieusement. La terre est passée sous le contrôle exclusif d'une nouvelle sorte d'humains, les posthumains, au corps modifié par les nanotechnologies et à l'ADN améliorée. Réfugiés dans des habitats spatiaux et dotés d'une technologie très avancée, notamment dans le domaine de la physique quantique, ils n'ont pas été atteints par le virus. Ils repeuplent la terre d'« humains à l'ancienne », avec quelques légères modifications génétiques, et leur offrent une vie terrestre limitée à cent ans mais rendue agréable par les robots serviteurs, qui s'occupent de toutes les tâches, et libérée de toute crainte des blessures, de la maladie et de la mort grâce à la « firmerie » chargée d'assurer l'entretien de leur corps. Ces humains perdent rapidement toute culture, connaissance et technique et mènent une vie facile remplie de fêtes. Par la suite les humains sont attaqués, décimés par des créatures mécaniques nommées Voinyx qui les avaient servis pendant des centaines d'années, et bientôt menacés par l’immonde Sétébos, cervelle géante dotée de mains multiples.
Sur les satellites de Jupiter, les robots envoyés, puis abandonnés, par les posthumains ont développé une société et une culture propres, les Moravec. Certains d'entre eux vouent, parallèlement à leurs taches quotidiennes, une passion débordante à l'étude littéraire de certaines œuvres humaines, comme celles de Proust et de Shakespeare. Ces Moravec s'inquiètent cependant des quantités importantes d'énergie quantique, détectées sur une planète Mars récemment terraformée, qui menacent la structure de l'univers. Ils soupçonnent les posthumains d'en être responsables. Leur inquiétude les pousse à prendre contact avec les robots qui peuplent la ceinture d'astéroïdes proche de la Terre, les Rocverc, et à organiser une mission de reconnaissance sur Mars.
Sur une terre antique, la guerre de Troie fait rage, et les héros de l'Iliade s'affrontent depuis déjà neuf ans. Tous les dieux du panthéon grec sont présents, bien vivants, et dotés de pouvoirs puissants et d'une technologie très avancée. Ils observent les combats, se réjouissent et influent de plus en plus sur le déroulement de la guerre. Zeus a ressuscité une poignée de spécialistes de l'Iliade ayant vécu à différentes époques, afin de s'assurer que le conflit se déroule conformément au récit d'Homère. Ces érudits, les « scholiastes », sont équipés de protections hautement technologiques mais limitées, qui leur permettent de se mêler aux combattants, notamment en prenant l'apparence de personnages mineurs du récit. Par la suite, les Troyens et les Grecs sont en guerre contre les Dieux qui habitent le mont Olympos sur Mars. 
L’histoire de ces deux livres se concentre sur trois groupes de personnages principaux : celui du scholiaste Hockenberry, d’Hélène et des guerriers grecs et troyens de l’Iliade ; celui de Daeman, Harman, Ada et les autres humains de la Terre ; et celui des moravecs, dont particulièrement Mahnmut l’européen et Orphu d’Io. Les romans sont écrits à la première personne du présent quand l'action est centrée sur le personnage d’Hockenberry, mais passent à la troisième personne du passé durant le reste de l’histoire. Comme dans Hypérion où les histoires des personnages sont racontées au cours du roman avec les événements actuels comme trame de fond, les histoires des trois groupes de personnages sont racontées au fil de l’histoire, mais ne commencent à converger qu’à la fin.

## Éditions
Ilium
- Ilium, Eos, juillet 2003, 592 p.  (ISBN 0-380-97893-8)
- Ilium, Robert Laffont, coll. « Ailleurs et Demain », mai 2004, trad. Jean-Daniel Brèque, 624 p.  (ISBN 2-221-09452-2)
- Ilium, Pocket, coll. « Science-fiction » no 5858, septembre 2007, trad. Jean-Daniel Brèque, 882 p.,  (ISBN 2-266-14915-6)

Olympos
- Olympos, Gollancz, juin 2005, 704 p.  (ISBN 0575072628)
- Olympos, Robert Laffont, coll. « Ailleurs et Demain », mai 2006, trad. Jean-Daniel Brèque, 792 p.  (ISBN 2221094514)
- Olympos, Pocket, coll. « Science-fiction » no 5943, septembre 2008, trad. Jean-Daniel Brèque, 1 024 p.  (ISBN 978-2266174121)

## Personnages d’Ilium/Olympos

### Humains
Les humains « à l’ancienne » de la Terre existent et sont une population stable d’un million selon les posthumains. En réalité, leur nombre est bien moins important que cela, aux environs de 300 000, puisque chaque femme ne peut avoir qu’un seul enfant. Leur ADN leur ajoute une poche génétique qui leur permet de stocker du sperme ainsi que de choisir le sperme du père des années après le rapport sexuel. Cette méthode de reproduction entraîne l’ignorance, pour de nombreux enfants, de leur père et le bris du tabou de l’inceste. Les humains à l'ancienne ne paraissent jamais plus vieux que la quarantaine car ils subissent des cures de rajeunissement tous les vingt ans.
- Ada est la propriétaire du Ardis Hall et l’amante d’Harman. Elle reçoit Odysseus/Personne lors de son passage sur Terre.
- Daeman est un homme avec un certain embonpoint approchant son deuxième vingt. À la fois homme à femmes et lépidoptériste, il est terrifié par les dinosaures. Au début d’Ilium, il apparaît comme un homme immature et capricieux qui souhaite avoir des rapports sexuels avec sa cousine Ada (qu’il a vue nue alors qu’elle était adolescente). Son caractère évoluant au fil du récit, il finit par devenir une personne plus mature et plus forte.
- Hannah est une amie d'Ada qui est à la fois une artiste et une inventrice. Elle est très attirée par Odysseus.
- Harman est l'amant d'Ada. Àgé de 99 ans, il est, avec Savi, le seul humain sachant lire.
- Savi, la juive errante, est la seule humaine à l'ancienne à ne pas avoir été faxée par les posthumains 1 400 ans plus tôt. Elle a survécu jusque-là en passant l'essentiel de son temps en cryosommeil, s'éveillant seulement quelques mois par décennies.

### Moravecs
Nommés d’après le roboticien Hans Moravec, ce sont des organismes biomécaniques autonomes, conscients et auto-évoluant installés sur les satellites joviens. Ils ont été envoyés à travers le système solaire externe par les humains dans les temps perdus. La plupart des moravecs se décrivent comme humanistes et étudient la culture de ces temps perdus, dont la littérature, les programmes de télévision et les films.
- Mahnmut l’européen est un explorateur des océans d’Europe et capitaine du submersible La Dame noire. C'est un amateur de l’étude de Shakespeare.
- Orphu d’Io est un moravec extrêmement caparaçonné, adapté au vide et âgé de 1 200. Sa forme n’est pas sans rappeler celle d’un crabe. Pesant huit tonnes et mesurant six mètres de long, Orphu travaille dans la tore de sulfure entourant Io et apprécie Proust.
- Les rocvecs sont un genre de moravecs vivant dans la ceinture d’astéroïdes et sont bien mieux adaptés au combat et aux environnements hostiles que les moravecs.

### Scholiastes
Les scholiastes sont des universitaires morts durant les siècles passés qui ont été reconstruits par les dieux de l’Olympe à partir de leur ADN. Leur mission est d’observer la guerre de Troie et de rapporter toute divergence se produisant entre leur observation et l’Iliade d’Homère.
- Thomas Hockenberry est un professeur en littérature antique et un érudit d’Homère. Il est mort d’un cancer et est ressuscité par les dieux en tant que scholiaste. Il est l’amant d’Hélène.
- Le professeur Keith Nightenhelser est le plus vieil ami d’Hockenberry et, comme lui, un scholiaste. Son nom provient du colocataire de Simmons au Wabash College qui enseigne actuellement à l’université DePauw.

### Autres
- Les Achéens et les Troyens, héros et personnages mineurs, sont tirés de l'Iliade d'Homère ou d'autres œuvres de Virgile, Proclos, Pindare, Eschyle, Euripide et de la mythologie grecque.
- Ariel est un personnage provenant de La Tempête qui est l'avatar de la biosphère.
- Caliban est un monstre, fils de Sycorax et serviteur de Prospero, qu'un critique a décrit comme « un croisement entre Gollum et le monstre d'Alien »[2]. Il a été cloné pour créer les calibani, clones plus faibles de lui-même. Caliban parle de façon étrange, la plupart de ses dialogues provenant du monologue dramatique Caliban upon Setebos de Robert Browning. Dan Simmons a choisi de ne pas représenter Caliban comme « l'âme oppressée mais noble ployant sous le joug de l'impérialisme colonialiste et capitaliste » que les interprétations actuelles font de lui, mais comme « une ombre pâlissante, faible et politiquement correcte de la monstruosité ondulante qui avait fait frissonner le public au temps de Shakespeare... Shakespeare et son public avaient compris que Caliban était un monstre, prêt à violer et féconder la fille de Prospero à la moindre opportunité »[3].
- Odysseus est l'Ulysse d'après son Odyssée, dix ans plus vieux que celui qui a combattu durant la guerre de Troie. Dans Olympos, il prend le nom de Personne, référence au nom qu'Ulysse donne à Polyphème le cyclope lors de leur rencontre.
- Les Dieux de l'Olympe sont d'anciens posthumains qui se sont transformés en dieux grâce à la technologie de Prospero. Ils ont perdu le souvenir de la science au-delà de cette technologie, à l'exception de Zeus et d'Héphaïstos, et sont décrits comme étant à la fois préalphabétisés et postalphabétisés, raison pour laquelle ils prennent à leur service Hockenberry et les autres scholiastes. Ils résident sur l'Olympus Mons de Mars et utilisent la téléportation quantique dans le but de recréer la guerre de Troie sur une Terre alternative. Bien que les évènements de la guerre soient recréés d'après l'Iliade, les seuls à en connaître l'issue sont les scholiastes et Zeus, puisque ce dernier a interdit ce savoir aux autres dieux.
- Les Posthumains sont d'anciens humains qui se sont élevés bien au-delà des limites naturelles de l'humanité et qui résidaient dans des anneaux orbitaux au-dessus de la Terre jusqu'à ce que Prospero fasse de certains d'entre eux des dieux de l'Olympe, les autres étant massacrés par Caliban. Ils n'ont pas besoin de corps physique mais, quand ils prennent une forme humaine, ils prennent uniquement celle d'une femme.
- Prospero, personnage tiré lui aussi de la Tempête, est l'avatar de la logosphère, qui est une référence à l'idée de noosphère de Vladimir Vernadsky.
- Setebos est le dieu de Sycorax et de Caliban. Il est décrit comme une seiche aux multiples tentacules et est présenté par Prospero comme étant un dieu arbitraire et tout-puissant.
- Sycorax est une sorcière ainsi que la mère de Caliban. Elle est aussi connue sous les noms de Circé et de Calypso.
- Le Quiet est une entité inconnue (probablement Dieu, d'après ce qu'en dit Prospero) qui s'incarne sous différentes formes. Il est la némesis de Setebos, dans ce qui pourrait être une sorte de lutte entre Dieu et le Diable où Setebos serait l'antagoniste à l'arrière-plan et Prospero et Ariel, les serviteurs du Quiet, les protagonistes d'arrière-plan.
- Les zeks sont les petits hommes verts de Mars, des formes de vie basées sur la chlorophylle venant d'une Terre alternative. Leur nom provient d'un terme d'argot dérivé du mot russe sharashka, qui est un institut scientifique ou technique dont le personnel est constitué de prisonniers, ces prisonniers étant appelés zeks[4].

## La science dansIlium/Olympos
Comme une grande partie des deux romans dérive de fictions impliquant des dieux et des magiciens, Dan Simmons l'a rationalisé à travers l'utilisation d'une technologie et d'une science futuriste incluant :
- la théorie des cordes : transport interdimensionnel à travers des trous de brane.
- la nanotechnologie fournit aux dieux leur immortalité et leurs pouvoirs ainsi que la plupart des fonctions cybernétiques possédés par certains humains.
- une référence à l'idée de noosphère de Vladimir Vernadsky est faite pour expliquer les origines d'entités telles qu'Ariel et Prospero, le premier provenant d'un réseau de capteurs sans fil, et le second dérivant de la logosphère, l'univers de l'information basé sur le langage.
- la théorie quantique et la gravité quantique sont utilisés pour justifier un certain nombre de choses, de l'immortalité d'Achille (sa mère, Thétis, ayant fixé la probabilité quantique de sa mort à zéro par tous moyens autres que l'arc de Pâris) à la téléportation et au pouvoir de métamorphose.
- les ARNistes utilisent des techniques d'ADN recombinant pour redonner vie aux dinosaures et animaux préhistoriques.
- le solipsisme panthéistique est utilisé pour expliquer comment des personnages provenant de mythes sont entrés dans le monde réel.

### Armes
- Les humains à l'ancienne utilisent essentiellement des arbalètes ainsi que des fusils à fléchettes éparpillés dans diverses caches car ils ont perdu la technologie leur permettant de fabriquer des armes plus évoluées que l'arbalète.
- Les dieux de l'Olympe utilisent des tasers, des boucliers d'énergie et des javelots en titanium.
- Les moravecs ont à leur disposition des armes de destruction massive.

## Termes spécifiques
Ce qui suit est la définition de termes utilisés dans les deux romans et qui sont rattachés à l'histoire fictive ou à la science :
- les ARNistes utilisent des techniques d'ADN recombinant pour redonner vie aux dinosaures et animaux préhistoriques. Dan Simmons a repris ce terme de ses Cantos d'Hypérion.
- l'anneau équatorial est un anneau-monde, construit et occupé par les posthumains avant que Caliban et Prospero n'y échouent et que Caliban ne commence à tuer les posthumains.
- le système de nœuds fax prend un organisme vivant, établit sa structure, décompose ses atomes et en assemble une copie à la destination désirée. Cette copie est un fac-similé, ou fax, de l'original.
- le dernier fax est un rayon dans lequel les 9 113 juifs du temps de Savi ont été suspendus par Ariel et Prospero en attendant d'être libérés quand les deux entités auront remis la Terre en état.
- la firmerie est une pièce dans l'anneau équatorial où les humains à l'ancienne sont faxés tous les vingt ans, ou encore quand ils sont blessés ou tués, dans le but d'être soignés. S'ils sont tués, la firmerie supprime tout souvenir de leur mort pour réduire l'impact psychologique de cet évènement.
- le Califat Global est un ancien pays qui a tenté d'annihiler toute population juive de la Terre, créant pour cela le virus Rubicon et programmant les voynix pour éliminer ceux qui auraient échappé à l'infection.
- le virus Rubicon a été créé par le Califat Global dans le but d'exterminer toute personne juive mais eut l'effet inverse, tuant 97 % de la population mondiale alors que des scientifiques israéliens développaient un vaccin contre le virus.
- le Turin est une pièce de tissu utilisée par les humains à l'ancienne qui, quand elle est drapée sur les yeux, permet de voir les évènements de la guerre de Troie, qu'ils croient être un divertissement créé à leur intention par les posthumains.
- les voynix, nommés d'après le manuscrit de Voynich, sont des robots biomécaniques pouvant être programmés et dupliqués. Ils sont originaires d'un univers alternatif et le Califat Global, après en avoir acquis l'usage, s'en servit pour combattre la Nouvelle Union Européenne puis les envoya dans le futur où ils se dupliquèrent dans le bassin méditerranéen, menaçant les activités des posthumains. Prospero et Caliban créèrent les calibani pour les combattre avant que Prospero n'arrive à les désactiver. Après le dernier fax, ils furent reprogrammés pour servir les humains à l'ancienne.

## Influences littéraires culturelles
Les références de Dan Simmons dans ses deux romans incluent des œuvres, des personnages historiques et des personnages de fiction tels que Christopher Marlowe, Dracula de Bram Stoker, Platon, Gollum, le chien Pluto, Samuel Beckett et The Second Coming de William Butler Yeats ainsi que de nombreux autres. Outre ces références en passant, il en utilise d'autres de manière plus approfondie, façonnant ses romans par les exemples qu'il choisit, comme le 11 septembre et ses conséquences.  
Ilium est influencé de façon thématique par l'extropianisme, peuplé comme il l'est par ces posthumains d'un lointain futur. 
Il continue à explorer ce thème dont le pionnier a été H. G. Wells dans la Machine à explorer le temps, à qui Simmons fait plusieurs références dans son travail. L'une de ces références les plus notables est quand Savi appelle les humains à l'ancienne les eloi, utilisant ce mot comme une expression de dégoût de cette société complaisante, privée de culture et ignorante de son passé. 
On trouve également des allusions au travail de Vladimir Nabokov, la plus flagrante étant l'inclusion du Ardis Hall et les noms d'Ada, Daeman et Marina, tous empruntés à Ada ou l'ardeur. La société dans laquelle vivent les humains à l'ancienne ressemble à l'Antiterra du roman de Nabokov, parallèle à la Terre du XIXe siècle mais exempte de toute forme de répression ou de morale judéo-chrétienne. Simmons a aussi inclus l'affection de Nabokov pour les papillons à travers la passion de Daeman pour ceux-ci.
Mahnmut l'européen est introduit comme étant un spécialiste de William Shakespeare dès le premier chapitre où il apparaît, dans lequel il analyse le sonnet 116 dans le but de l'envoyer à son correspondant, Orphu d'Io. Le sous-marin de Mahnmut est nommé la Dame noire, allusion à un personnage d'un autre sonnet de Shakespeare. Et, bien sûr, la pièce de théâtre La Tempête est présente à travers les personnages de Prospero, Caliban et Ariel. On trouve également de nombreuses autres références à l'œuvre ou à des personnages de Shakespeare comme Falstaff, Henri IV et la Nuit des rois. Shakespeare lui-même fait une apparition dans un rêve de Mahnmut. 
Les recherches proustiennes sur la mémoire occupent aussi une large place dans les romans, ce qui explique pourquoi Simmons a choisi de faire référence à Ada ou l'ardeur plutôt qu'à d'autres œuvres plus connues de Nabokov. Ada ou l'ardeur a été écrit dans une structure imitant quelqu'un se remémorant ses propres souvenirs, un sujet que Proust a exploré dans À la recherche du temps perdu. Orphu d'Io est encore plus passionné par Proust que Mahnmut par Shakespeare, considérant Proust comme l'ultime explorateur du temps, de la mémoire et de la perception.
La description d'Odysseus s'adressant aux humains à l'ancienne de Ardis Hall rappelle Jésus enseignant à ses disciples.

### Autres sources
- Le Juif errant (à travers le personnage de Savi, la Juive errante)
- John Keats (La Chute d'Hypérion, correspondance épistolaire)
- William Blake.
- Vladimir Nabokov (à travers le nom d'un personnage principal : Ada).
- Julien Green (idem pour un autre personnage : Moïra)
- Lorsqu'Orphu expose ses théories sur la situation globale, Star Trek

## Accueil et distinctions
Ilium a remporté le prix Locus du meilleur roman de science-fiction et a été nommé au prix Hugo du meilleur roman 2004, et Olympos a fini second au prix Locus du meilleur roman de science-fiction 2006.[réf. obsolète],,